# 韋延秩
韋延秩（?—?），山東省曹縣人，清末政治人物，同進士出身。
光緒三十年（1904年），會試第139名；殿試登進士三甲第108名，分發以知縣任用。